# Comuna Kanavî, Kobeleakî
Kanavî (în ucraineană Канави) este o comună în raionul Kobeleakî, regiunea Poltava, Ucraina, formată din satele Kanavî (reședința) și Vodolahivka.

## Demografie
Componența lingvistică a comunei Kanavî
     Ucraineană (96,64%)
     Rusă (3,22%)
     Alte limbi (0,14%)
Conform recensământului din 2001, majoritatea populației comunei Kanavî era vorbitoare de ucraineană (96,64%), existând în minoritate și vorbitori de rusă (3,22%).